# Rameau d'olivier

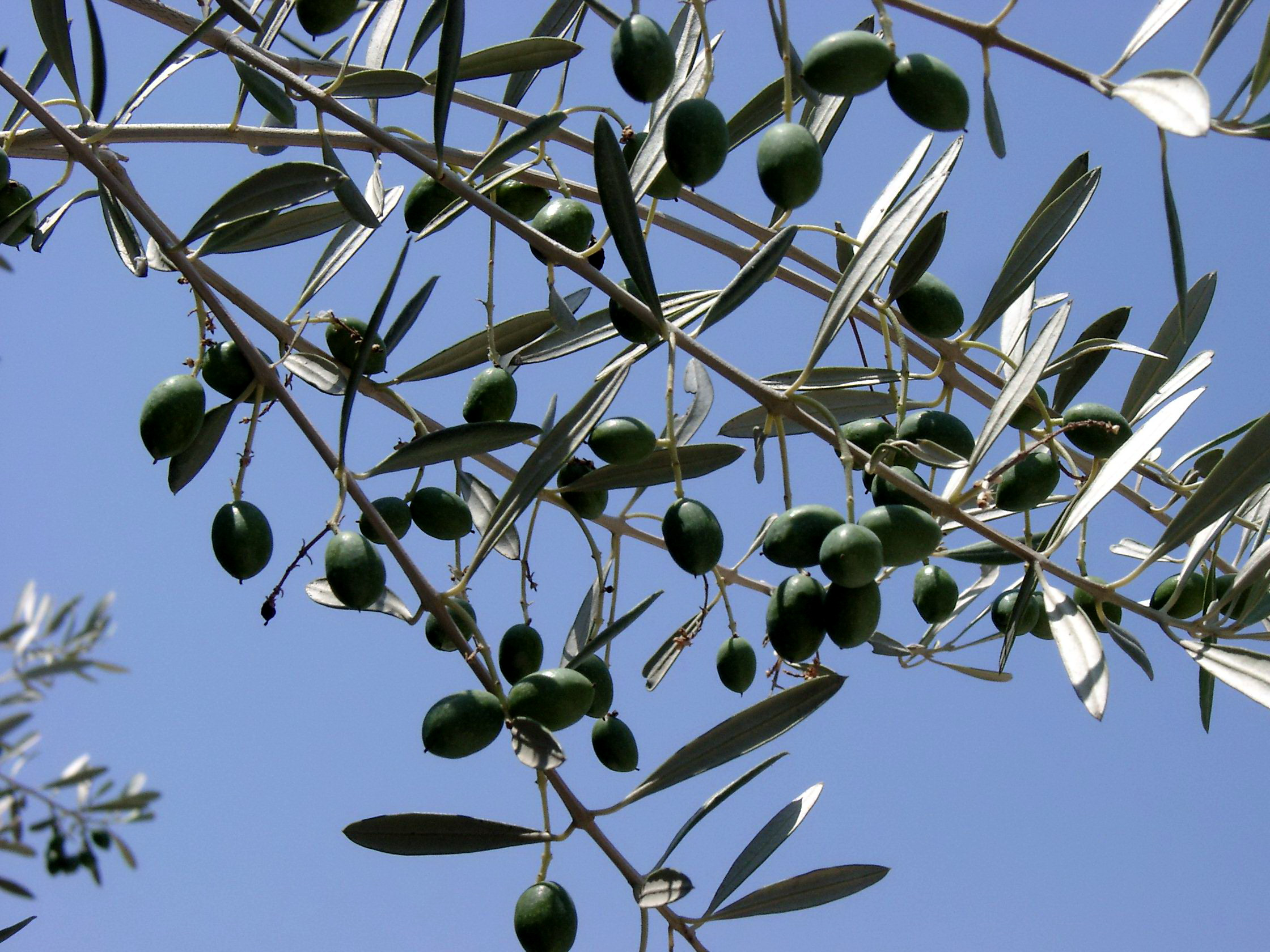
Un rameau d'olivier

Le rameau d'olivier est, dans la culture occidentale, un symbole de la paix ou de la victoire. C'est un emprunt de l'ancienne civilisation grecque. Dans certaines cultures, il était porté par des jeunes mariées.
Parallèlement, le rameau d'olivier se rencontre dans la Bible (livre de la Genèse, histoire de l'arche de Noé).

## Histoire

### Antiquité gréco-romaine

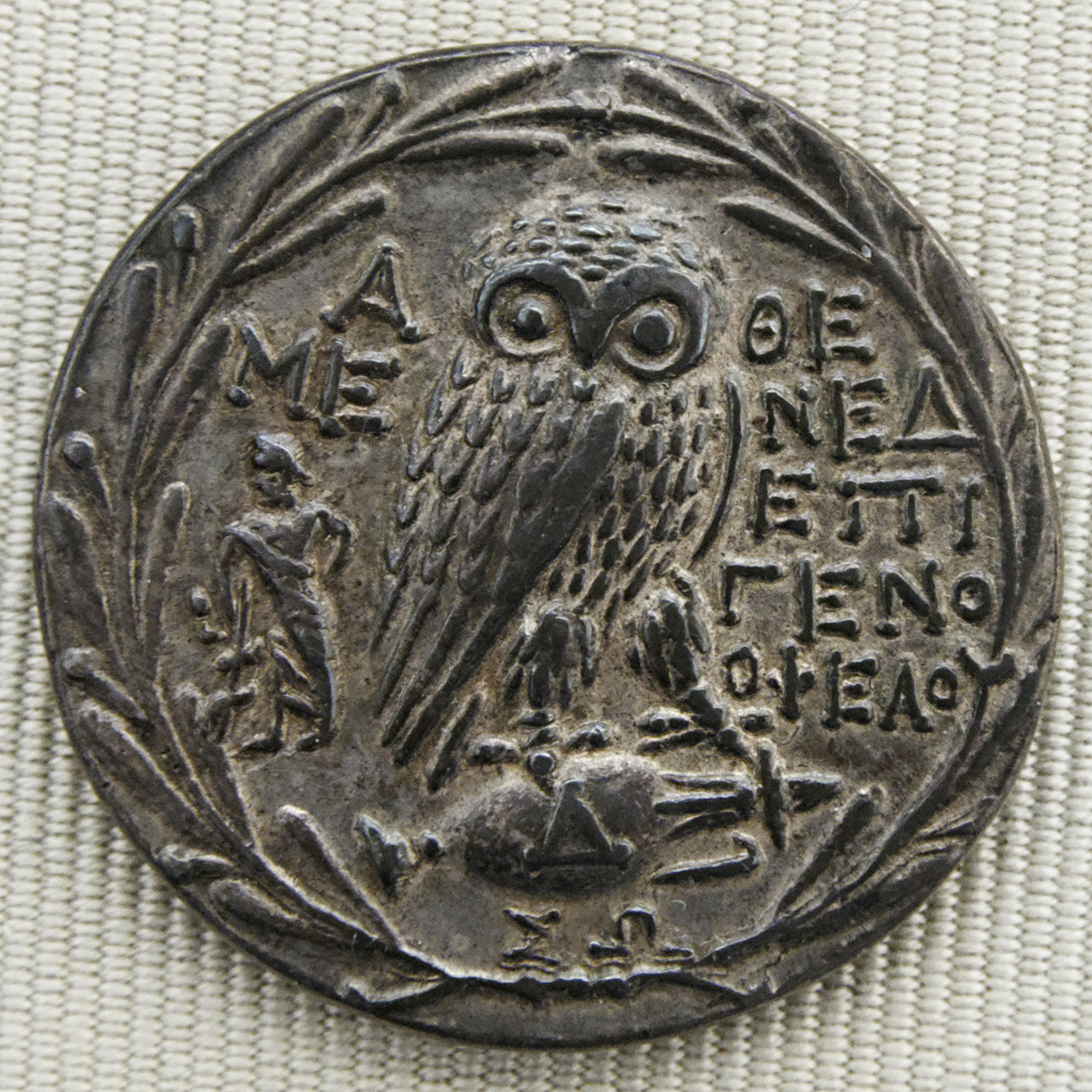
Chouette sur une amphore, entourée de rameaux d'olivier. Tétradrachme en argent d'Athènes, première moitié du

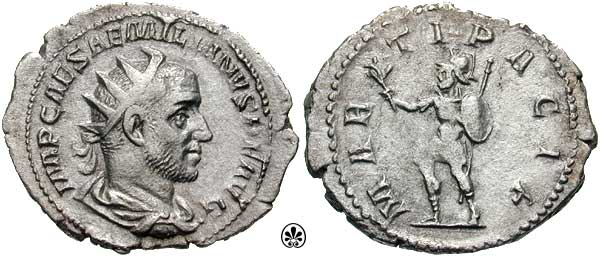
Sur l'avers d'une pièce de monnaie apparaît l'empereur romain Émilien, alors qu'au revers le dieu romain Mars Pacifer porte une branche d'olivier et un bouclier.

Dans la mythologie grecque, Athéna était en compétition avec Poséidon pour la possession de l'Attique. Poséidon frappe de son trident l'Acropole, et en fait jaillir un étalon noir invincible au combat, ou dans d'autres légendes, une source d'eau salée. Athéna, elle, offre un olivier. Selon les versions, soit le roi Cécrops, soit les Athéniens, soit la cour des dieux et déesses, jugent qu'Athéna a fait le meilleur don et elle devient la déesse tutélaire et éponyme de la cité d'Athènes.
Les jeunes mariées portaient des couronnes d'olivier qui étaient aussi portées par les vainqueurs des Jeux olympiques antiques,.
La branche d'olivier était aussi l'un des attributs de la déesse grecque Eirènè ("Paix") et son équivalente romaine Pax
,, et représentée sur les pièces de l'Empire romain. Par exemple, le revers d'un tétradrachme de Vespasien d'Alexandrie, de l'an 70-71, montre Eirènè tenant une branche d'olivier dans sa main droite.
Le poète romain Virgile associait l'olive avec la déesse Pax et il a utilisé un rameau d'olivier comme symbole de la paix dans son Énéide à plusieurs reprises,,.
Pour les Romains, il y avait un lien fort entre guerre et paix, et Mars, le dieu de la guerre, avait sous l'épiclèse Mars Pacifer, le rôle de celui qui apporte la paix, comme le montrent des pièces de l'Empire romain où il est représenté tenant un rameau d'olivier,, cette ambivalence trouvant son origine dans la promotion par Auguste du culte de Mars Ultor (Mars vengeur des assassins de César), qui est en quelque sorte l'aspect noir de la "paix augustéenne".
Appien décrit l'utilisation par les ennemis de Scipion Émilien de branches d'olivier comme geste de paix dans la guerre de Numance et par Hasdrubal le Boétharque de Carthage. Mais dans le monde romain, c'est le plus souvent le laurier qui est utilisé, (cf. Tite-Live, Histoire Romaine, livres XXXIV, 55; XXXVI, 37, etc....)

### Début de la chrétienté

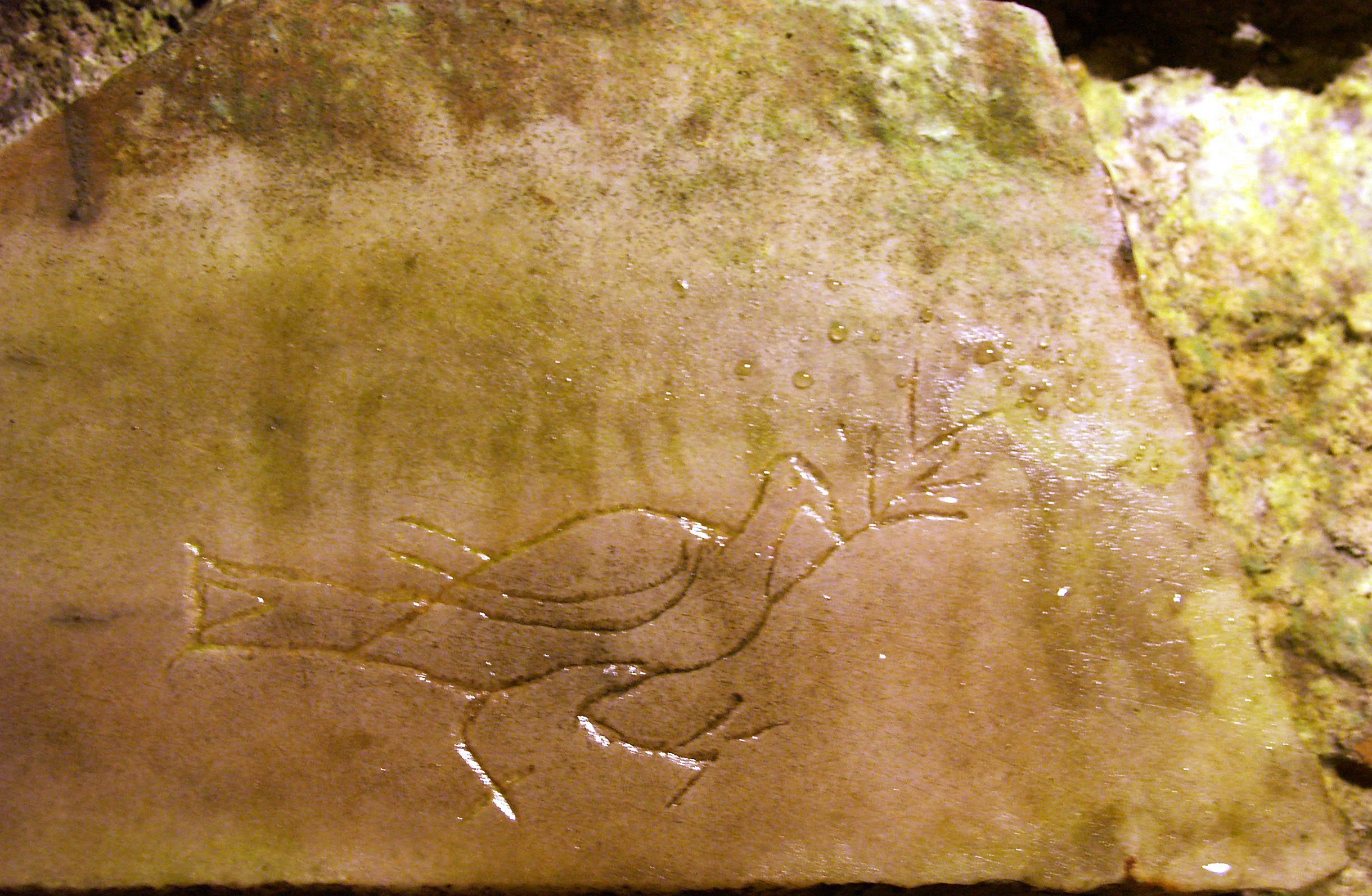
Une colombe avec une branche d'olivier, Catacombes de Rome

Au IVe siècle, dans sa Vulgate, traduction latine de la Bible, saint Jérôme traduit « feuille d'olivier » (hébreu alay zayit) dans l'histoire de Noé, du livre de la Genèse 8:11, par « rameau d'olivier » (latin ramum olivae). Au Ve siècle, saint Augustin écrit dans son ouvrage De doctrina christiana (À propos de la doctrine chrétienne) que « la paix est indiquée par la branche d'olivier (oleae ramusculo) que la colombe apporte quand elle retourne à l'Arche. » Cependant, dans la tradition juive, il n'y a pas de référence à la branche d'olivier, ni de symbole de paix dans la feuille d'olivier,,,.
Le rameau en général, était dans la tragédie grecque l'attribut de ceux qui viennent supplier quelqu'un (cf. par exemple le début de l'Œdipe Roi de Sophocle, Les Suppliantes d'Eschyle, ou Les Suppliantes d'Euripide). Ce rameau pouvait aussi former une couronne sur la tête du suppliant, cette couronne n'ayant rien de royal ou de triomphal. C'est sans doute à basse époque que l'Empire christianisé a fusionné ces diverses fonctions voisines de supplication, d'acclamation, et de "pacification" dans le rameau d'olivier, encore utilisé de nos jours dans le rite catholique ou orthodoxe du dimanche des Rameaux, concurremment à d'autres arbustes) 

### Histoire contemporaine
En 1792, Charles Thomson (en), grand lecteur de Virgile, a mis un rameau d'olivier dans la serre de l'aigle du Grand sceau des États-Unis afin, dit-il, de symboliser « la puissance de la paix »,.
En 1801, un arrêté du Consulat, instaure l'habit vert, le costume des académiciens de l'Institut de France dont les broderies représentent des branches d'olivier.
L'emblème et le drapeau de l'Organisation des Nations unies, créés en 1945, comportent deux rameaux d'olivier.